# Pulau Saumang (ö i Indonesien, lat -3,24, long 100,52)
Pulau Saumang är en ö i Indonesien.   Den ligger i provinsen Sumatera Barat, i den västra delen av landet, 800 km väster om huvudstaden Jakarta. Arean är 0,86 kvadratkilometer.
Terrängen på Pulau Saumang är platt. Öns högsta punkt är 28 meter över havet. Den sträcker sig 1,4 kilometer i nord-sydlig riktning, och 0,8 kilometer i öst-västlig riktning.